# Roca Cagalera (Campmany)
El Roca Cagalera és una muntanya de 120 metres que es troba al municipi de Campmany, a la comarca catalana de l'Alt Empordà.